# Mario Merz

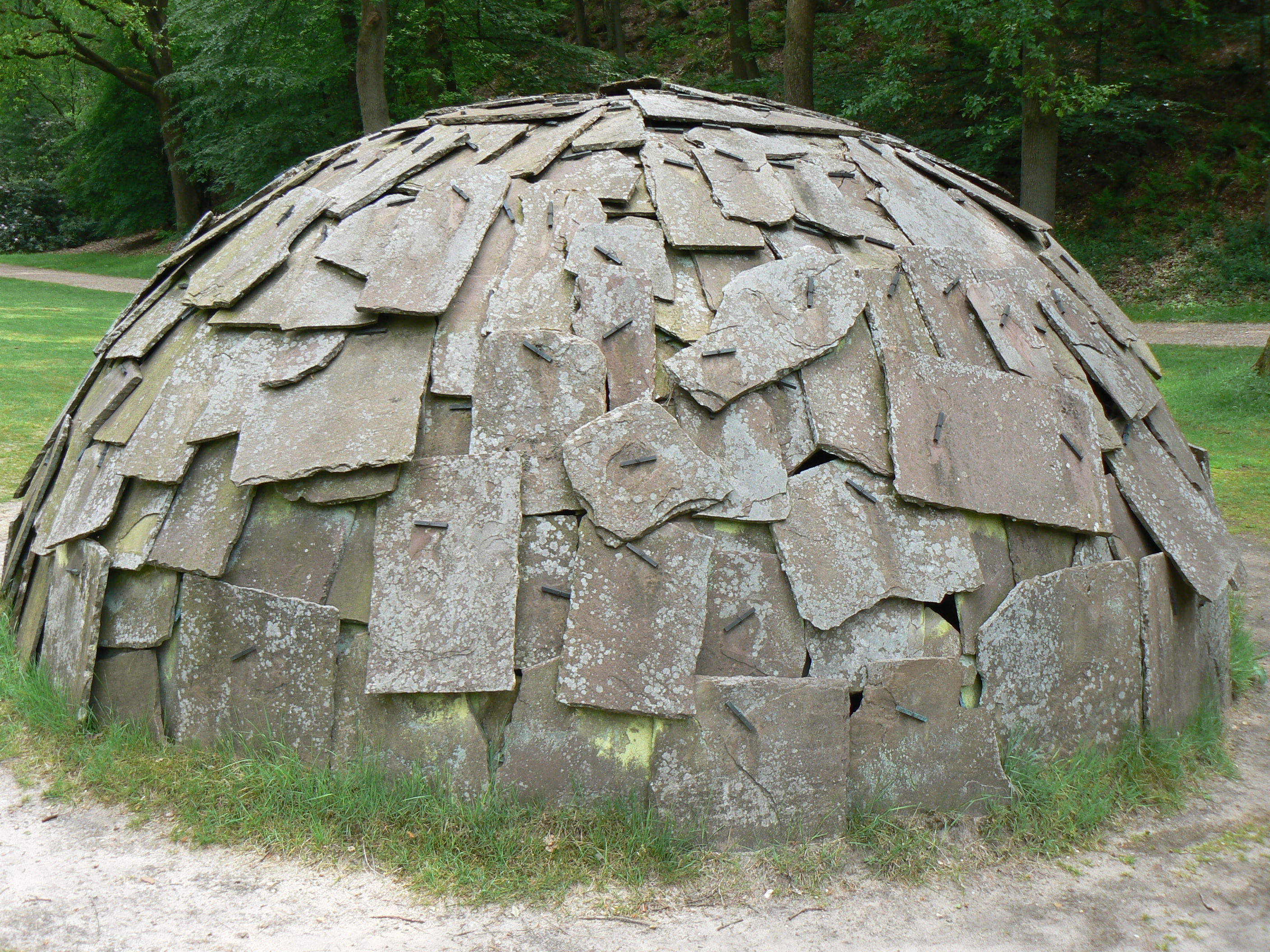
Escultura Iglú de piedra. Países Bajos

Mario Merz (Milán, 1 de enero de 1925 - Turín, 9 de noviembre de 2003) fue un artista italiano relacionado con el arte povera. 
Empezó a dibujar durante la Segunda Guerra Mundial, cuando fue apresado por sus actividades con el grupo antifascista Giustizia e Libertà. En los años sesenta, la obra de Merz, con energía, luz y materia, lo colocó dentro del movimiento que Germano Celant llamó arte povera, que, junto con el futurismo, permanece como uno de los más influyentes movimientos de arte italiano en el siglo XX.
Es famoso, sobre todo, por sus iglúes formados con materiales diversos, que comenzó a confeccionar en 1968.
Este artista utilizó de forma frecuente la sucesión de Fibonacci en muchas de sus obras desde la década de los 70, con elementos diferentes (neones,mesas,animales,periódicos...) y en formatos variados. Así como los números de Fibonacci apuntan al infinito y describen un crecimiento progresivo a partir de la suma de las cifras anteriores, Merz utiliza la famosa sucesión para simbolizar el arte y el progreso social.

## Obras
La obra más famosa de Merz, la que realmente escapa al concepto tradicional de escultura para situarse en el terreno de una ambigüedad manifiesta, es Iglú de Giap (1968). A partir de la primera versión, Merz recurriría, en distintas épocas, a la misma estructura, la del casquete semiesférico, para trabajarla en materiales distintos, destinados a ámbitos diversos.
El significado del iglú dentro de la trayectoria artística de Merz fue esencial, pues le permitió expresar de modo sintético su pensamiento plástico. Desde un punto de vista simbólico es una toma de posición política, su deseo de no acceder ni a lo anecdótico ni a lo teatral, el carácter del iglú puede asociarse al de la cúpula, con todo lo que ello representa. Observado como configuración geométrica, posee un carácter marcadamente racional que choca con el primitivismo inherente a la construcción de los nómadas esquimales.
Merz no sólo se interesó por estos aspectos constructivos, sino que logró mostrar, a través de los materiales utilizados, que su preocupación también residía en la noción espacial. Con el tema del iglú, Merz permite que el observador comprenda cuán importante es el espacio exterior, en unas ocasiones, y, en otras, cuán significativo resulta el espacio interior.
Aunque Mario Merz emplease materiales nuevos, como los tubos de neón, las baterías acumuladores, no dejó de utilizar otros materiales que ya tenían una tradición en el arte del siglo XX, como los que aparecen en el citado Iglú de Giap (los saquitos de arena y el armazón metálico sobre los que los situó).